# Wailolong (Ile Mandiri)
Wailolong is een bestuurslaag in het regentschap Flores Timur van de provincie Oost-Nusa Tenggara, Indonesië. Wailolong telt 1483 inwoners (volkstelling 2010).